# Ayr
Ayr er en by i det sydvestlige Skotland, med et indbyggertal (pr. 2006) på cirka 46.000. Byen er centrum i countyet South Ayrshire, ved kysten til Atlanterhavet.
Ayr er hjemby for en af Skotlands mest berømte forfattere gennem tiden, Robert Burns.